# Er rechts, sie links
Pour plus de détails, voir Fiche technique et Distribution.
Er rechts, sie links est un film muet allemand réalisé par Robert Wiene, sorti en 1915.

## Synopsis
Inconnu.

## Fiche technique
- Titre original : Er rechts, sie links
- Réalisation : Robert Wiene
- Pays de production :  Empire allemand
- Producteur : Oskar Messter
- Format : Noir et blanc - Muet
- Date de sortie : 
  - Empire allemand : janvier 1915

## Distribution
- Bogia Horska : Amanda Karola
- Otto Treptow : Dr. Brandeis
- Manny Ziener : Mme Brandeis
- Max Zilzer

## Sources de la traduction
- (en) Cet article est partiellement ou en totalité issu de l’article de Wikipédia en anglais intitulé « He This Way, She That Way » (voir la liste des auteurs).